# Mycetophila percursa
Mycetophila percursa är en tvåvingeart som först beskrevs av Laffoon 1957.  Mycetophila percursa ingår i släktet Mycetophila och familjen svampmyggor.
Artens utbredningsområde är Oregon. Inga underarter finns listade i Catalogue of Life.